# Доња Невља
Доња Невља (буг. Долна Невля) је подељено насеље између Бугарске и Србије. Српски део насеља се налази у општини Димитровград у Пиротском округу. Бугарски део насеља се налази у општини Драгоман у Софијској области. Према попису из 2022. било је 9 становника, док је на попису из 2021. у бугарском делу насеља било је 4 становника.

## Демографија српског дела насеља
У насељу Доња Невља живи 17 пунолетних становника, а просечна старост становништва износи 74,4 година (74,0 код мушкараца и 74,7 код жена). У насељу је 2002. године постојало 20 домаћинстава, а просечан број чланова по домаћинству био је 1,55.
Ово насеље је великим делом насељено Бугарима (према попису из 2002. године).
|  |

| Демографија | Демографија | Демографија |
| Година      | Становника  | Становника  |
| ----------- | ----------- | ----------- |
| 1948.       | 509         |             |
| 1953.       | 503         |             |
| 1961.       | 346         |             |
| 1971.       | 229         |             |
| 1981.       | 114         |             |
| 1991.       | 65          | 65          |
| 2002.       | 31          | 31          |
| 2011.       | 17          |             |
| 2022.       | 9           |             |

| Етнички састав према попису из 2002.‍ | Етнички састав према попису из 2002.‍ | Етнички састав према попису из 2002.‍ | Етнички састав према попису из 2002.‍ | Етнички састав према попису из 2002.‍ |
| ------------------------------------ | ------------------------------------ | ------------------------------------ | ------------------------------------ | ------------------------------------ |
|                                      |                                      |                                      |                                      |                                      |
| Бугари                               | Бугари                               |                                      | 28                                   | 90,32%                               |
| Срби                                 | Срби                                 |                                      | 2                                    | 6,45%                                |
| непознато                            | непознато                            |                                      | 1                                    | 3,22%                                |

| Година пописа     | 1948. | 1953. | 1961. | 1971. | 1981. | 1991. | 2002. |
| ----------------- | ----- | ----- | ----- | ----- | ----- | ----- | ----- |
| Број домаћинстава | 91    | 98    | 93    | 78    | 54    | 35    | 20    |

| Број чланова      | 1  | 2 | 3 | 4 | 5 | 6 | 7 | 8 | 9 | 10 и више | Просек |
| ----------------- | -- | - | - | - | - | - | - | - | - | --------- | ------ |
| Број домаћинстава | 12 | 6 | 1 | 1 | 0 | 0 | 0 | 0 | 0 | 0         | 1,55   |

| Пол    | Укупно | Неожењен/Неудата | Ожењен/Удата | Удовац/Удовица | Разведен/Разведена | Непознато |
| ------ | ------ | ---------------- | ------------ | -------------- | ------------------ | --------- |
| Мушки  | 15     | 3                | 8            | 2              | 2                  | 0         |
| Женски | 14     | 1                | 8            | 5              | 0                  | 0         |
| УКУПНО | 29     | 4                | 16           | 7              | 2                  | 0         |

| Пол    | Укупно                    | Пољопривреда, лов и шумарство | Рибарство                            | Вађење руде и камена | Прерађивачка индустрија       |
| ------ | ------------------------- | ----------------------------- | ------------------------------------ | -------------------- | ----------------------------- |
| Мушки  | 6                         | 4                             | 0                                    | 0                    | 0                             |
| Женски | 4                         | 3                             | 0                                    | 0                    | 0                             |
| УКУПНО | 10                        | 7                             | 0                                    | 0                    | 0                             |
| Пол    | Производња и снабдевање   | Грађевинарство                | Трговина                             | Хотели и ресторани   | Саобраћај, складиштење и везе |
| Мушки  | 0                         | 0                             | 1                                    | 0                    | 0                             |
| Женски | 0                         | 0                             | 0                                    | 0                    | 0                             |
| УКУПНО | 0                         | 0                             | 1                                    | 0                    | 0                             |
| Пол    | Финансијско посредовање   | Некретнине                    | Државна управа и одбрана             | Образовање           | Здравствени и социјални рад   |
| Мушки  | 0                         | 0                             | 0                                    | 0                    | 0                             |
| Женски | 0                         | 0                             | 0                                    | 0                    | 0                             |
| УКУПНО | 0                         | 0                             | 0                                    | 0                    | 0                             |
| Пол    | Остале услужне активности | Приватна домаћинства          | Екстериторијалне организације и тела | Непознато            | Непознато                     |
| Мушки  | 0                         | 0                             | 0                                    | 1                    | 1                             |
| Женски | 0                         | 0                             | 0                                    | 1                    | 1                             |
| УКУПНО | 0                         | 0                             | 0                                    | 2                    | 2                             |